# 挾間町七蔵司
挾間町七蔵司（はさままちななぞうし）とは、大分県由布市内の大字。郵便番号は879-5514。

## 地理
由布市の北東部、高崎山南斜面から大分川支流の左岸の斜面部に位置する。そのほとんどが山林となっている。頂上部の銭瓶峠付近は、別大国道開通までは大分と別府をつなぐ道であった。
挾間町高崎、挾間町来鉢、挾間町三船、別府市内成、別府市浜脇、大分市神崎と接する。

## 歴史
- 1954年10月1日 - 大分郡挾間村・谷村・石城川村・由布川村が合併し、挾間村が成立。（大分郡挾間村）
- 1955年4月1日 - 町制施行し、挾間町となる。（大分郡挾間町大字七蔵司）
- 2005年10月1日 - 挾間町・庄内町・湯布院町で新設合併、市政施行で由布市が成立。大字表記および、小字、番地の「の」が廃止される。（由布市挾間町七蔵司）[3]。

## 小・中学校の学区
市立小・中学校に通う場合、学区は以下の通りとなる。
| 町名         | 小学校               | 中学校             |
| ------------ | -------------------- | ------------------ |
| 挾間町七蔵司 | 由布市立石城川小学校 | 由布市立挾間中学校 |

## 交通

### バス
かつては大分バス・亀の井バスが運行していたが、由布市が運営するコミュニティバスが運行している。

### 道路
- 東九州自動車道 （通過のみ）
- 大分県道51号別府挾間線

## 施設
- 銭瓶峠 (大分県)
- 鳥越峠
- 鳥越トンネル
- 挾間トンネル
- 高崎山銭瓶峠登山口
- ボートチケット由布（大村競艇）